# Herbert Goliasch
Herbert Goliasch (* 11. Januar 1938 in Beuthen; † 15. April 2004 in Leipzig) war ein deutscher Politiker (CDU). Er war von 1990 bis 1999 Abgeordneter im Landtag von Sachsen, von 1990 bis 1994 hatte er den Vorsitz in der CDU-Landtagsfraktion. Als 1998 seine Tätigkeit als Stasi-IM nachgewiesen wurde, trat er aus der CDU aus.

## Leben
Goliasch ging in Halle an der Saale zur Schule und machte nach dem Abitur ein Volontariat bei einer Zeitung. Er absolvierte ein Fernstudium an der Fachschule für Journalistik in Leipzig und wurde am 23. Januar 1968 durch den Hauptvorstand der Blockpartei CDU in das Weimarer Redaktionskollegium des Thüringer Tageblattes, der Tageszeitung der CDU der DDR für die Bezirke Erfurt, Suhl und Gera, berufen. Chefredakteur war dort zu diesem Zeitpunkt Franz Gerth. Goliasch verließ das Parteiblatt 1973 als stellvertretender Chefredakteur. Danach war er beim Kunstverlag H. C. Schmiedicke in Leipzig tätig, wo er zum 1. September durch den Hauptvorstand der Ost-CDU als Betriebsleiter berufen wurde und ab 1983 Verlagsdirektor war.

## Politik
Goliasch war bis 1989 Ortsgruppenvorsitzender der DDR-Blockpartei CDU in Leipzig-Süd. Bis zu seiner Berufung in das Redaktionskollegiums des Thüringer Tageblattes durch den Hauptvorstand der Ost-CDU Anfang 1968 war er Instrukteur der Abteilung Agitation beim Hauptvorstand seiner Partei. In dieser Funktion wurde er von Werner Skulski abgelöst.
Goliasch wurde nach der politischen Wende stellvertretender Vorsitzender der CDU in Leipzig-Stadt und außerdem Mitglied im Landesvorstand der CDU Sachsen. Im Jahr 1990 wurde er im Wahlkreis 10 (Leipzig VI) in den sächsischen Landtag gewählt, dem er auch in der Folgeperiode, diesmal direkt im Wahlkreis 29 (Leipzig 4), angehörte. Er war 1990 bis 1994 Fraktionsvorsitzender der CDU im Landtag, und von 1997 bis 1998 Vorsitzender des Innenausschusses sowie Mitglied im Ausschuss für Kultur und Medien.
Im Sommer 1994 wurden Vorwürfe laut, Herbert Goliasch sei für den Moskauer KGB tätig gewesen. Herbert Goliasch war Mormone und sollte Informationen über die Mormonengemeinde in der DDR an die Sowjets weitergegeben haben. Herbert Goliasch verzichtete daraufhin auf eine erneute Kandidatur als CDU-Fraktionschef. Im Herbst 1994 wurden die Ermittlungen eingestellt und Herbert Goliasch bezüglich dieses Vorwurfs voll rehabilitiert. In der Folge wurde aber durch die Ermittlungen der Gauck-Behörde deutlich, dass Herbert Goliasch als IM „Henri Guhl“ für das Ministerium für Staatssicherheit gearbeitet hatte. Ende Juni 1998 verdichteten sich diese Vorwürfe und Herbert Goliasch trat aus der CDU und der CDU-Fraktion aus, um einem Ausschluss vorzukommen.
Am 15. Juli 1998 erstattete der Bewertungsausschuss dem Parlament den Bericht über die Stasi-Mitarbeit Herbert Goliaschs. Nach einem entsprechenden Votum des Immunitätsausschusses entschied der Landtag am 19. Mai 1999 mit der Stimmenmehrheit der CDU, eine Anklage vor dem Sächsischen Verfassungsgerichtshof mit dem Ziel der Aberkennung des Landtagsmandates zu erheben. Herbert Goliasch ließ sich vor dem Staatsgerichtshof durch den PDS-Abgeordneten Klaus Bartl anwaltlich vertreten. Der Verfassungsgerichtshof wies die Klage am 13. Januar 2000 unter Verweis auf die im September 1999 durchgeführte Landtagswahl, bei der Goliasch aus dem Parlament ausgeschieden war, ab. Es bestand kein Rechtsschutzbedürfnis mehr, da Goliaschs Landtagsmandat ohnehin durch Ablauf der 2. Wahlperiode erledigt war.